# Взаимодействия между организмите
В екологията взаимодействията са взаимни ефекти, които съществуват между различните организми по местообитание. Взаимодействието има решаващо влияние върху динамиката на числеността на популациите, тяхната функция в биологичното съобщество и оформянето на това съобщество.
Взаимоотношенията могат да бъдат разделени на такива, които се случват между индивиди от един и същи
вид (вътревидови отношения) и по този начин оформят динамиката на популацията, и такива, които се срещат между организми от различни видове (междувидови отношения) и по този начин оформят отношенията между популациите, които съставляват екологичното съобщество.

## Вътревидови отношения
Вътревидовите отношения възникват между индивиди от един и същи вид. Индивиди от една и съща популация живеят рамо до рамо в едно и също местообитание и следователно могат да имат положително или отрицателно въздействие един върху друг. При този вид взаимодействие директният ефект е върху приспособимостта на индивидите, а именно върху техния успех при оцеляването и възпроизводството. Най-основното взаимодействие, което съществува във всяка популация, която се възпроизвежда при чифтосване, е, разбира се, репродукцията. Когато видът се възпроизвежда при чифтосване, той се нуждае от повече индивиди, обикновено от другия пол, за да се възпроизведе. Размножавайки се, всеки индивид допринася за приспособимостта на другия индивид (тъй като увеличава шансовете им за производство на потомство), така че ефектът е положителен.
Има и вътревидови взаимодействия, които влияят негативно на участващите индивиди. Вътревидовата конкуренция несъмнено е най-често срещаната и важна негативна връзка. Конкуренцията е реципрочна връзка, което произтича от факта, че конкурентните индивиди изискват един и същ ресурс и в резултат на това конкурентоспособността на вида намалява.

## Междувидови отношения

### Конкуренция
- Морски актинии се борят за територия
- Борба между зеброва амадина и розово какаду
- Обикновена антилопа се бори с носорог
- Хиени и орли се хранят

### Хищничество
- Змия боа поглъща мишка
- Силна сова с плячка
- Лъвове разкъсват биволו
- Черна мечка с уловена сьомга
- Паяк улавя водно конче

### Мимикрия
- Муха – мимикрия към оса
- Змията Cemophora coccinea измамно наподобява Коралова змия
- Богомолки подобни на мравки
- Цветето-пчела; орхидеята Офрис има форма, която наподобява пчела
- Пеперуда с петна, подобни на бухал

### Алелопатия
- Salvia leucophylla
- Айлант